# Де Оливейра, Юри
Юри де Оливейра (порт. Yuri de Oliveira; род. 2 января 2001, Витория) — бразильский футболист, полузащитник.

## Карьера
Воспитанник футбольной академии бразильского клуба «Фламенго». Дебютный матч за клуб футболист сыграл 27 сентября 2020 года в матче бразильской Серии A против клуба «Палмейрас», выйдя на замену на 81 минуте. Вместе с клубом футболист стал победителем Серии A и Лиги Кариока, однако закрепиться в основной команде клуба й футболиста так и не вышло. В феврале 2023 года футболист стал игроком бразильского клуба «Айморе». В своём дебютном матче 17 февраля 2023 года против клуба «Жувентуде» футболист вышел на замену на 74 минуте и под конец основного времени отличился забитым голом. В апреле 2023 года футболист стал игроком бразильского клуба «Понте-Прета», за который по итогу так и не дебютировал.
В феврале 2024 года футболист на правах свободного агента перешёл в литовский клуб «Трансинвест». Сезон за клуб футболист начал 25 февраля 2024 года с поражения за Суперкубок Литвы, где в серии пенальти проиграли клубу «Паневежис», однако на поле так и не вышел. Однако футболист быстро выбыл из распоряжения клуба, так за него и не дебютировав. По окончании сезона футболист покинул литовский клуб. В феврале 2025 года футболист на правах свободного агента присоединился к бразильскому клубу «Амазонас». Дебютировал за клуб футболист 28 февраля 2025 года в матче Кубка Верди против клуба «Сан-Раймундо», выйдя на замену в начале второго тайма. Однако больше футболист к матчам не привлекался, покинув клуб в апреле 2025 года.

## Достижения
«Фламенго»
- Чемпион Бразилии: 2020
- Победитель Лиги Кариока: 2021